# بلال رمضان
بلال رمضان كاتب وصحفي مصري وُلد في الأردن عام 1986، وعمل صحفيًا بالعديد من المجلات والصحف المصرية والعربية، كما شارك في إعداد برنامج «وصفوا لى الصبر» مع الكاتب عمر طاهر. ويعمل حاليًا في قسم الثقافة بجريدة اليوم السابع.
صدرت أولى مؤلّفات بلال رمضان عام 2010 بعنوان «خضير ميرى مسارات ورؤى»، وهو الكتاب الذي جمع بين طابع الحوار الصحفي وسيرة الكاتب العراقي خضير ميرى، ثم أصدر أوّل مجموعة نصوص نثريّة له عام 2014 بعنوان «العرق مبتدأ العشق»، كما أن له رواية تحت الطبع تناقش حقبة زمنيّة هامة من تاريخ مصر، حيث تتناول وضع الأقباط في مصر قبل دخول عمرو بن العاص.

## مؤلفاته
ألف بلال رمضان العديد من المؤلفات التي تنوعت ما بين الأعمال الإبداعية، والحوارات الصحفية، والروايات، ومنها:
- خضير ميرى مسارات ورؤى: صدر عام 2010 عن دار الحضارة للنشر والتوزيع بالقاهرة.[3][4]
- العرق مبتدأ العشق (مجموعة قصصية): صدرت عام 2014 عن دار روافد للنشر والتوزيع بالقاهرة.[5][6]

## الجوائز والتكريمات
حظي الكاتب والصحفي بلال رمضان بتكريم العديد من الجهات، وحصل على العديد من الجوائز الأدبية، ومن أهمها:
- التكريم في مهرجان «تاء الشباب» في مملكة البحرين.